# Stigmella monticulella
Stigmella monticulella là một loài bướm đêm thuộc họ Nepticulidae. Nó được miêu tả bởi Puplesis năm 1984. Nó được tìm thấy ở vùng Viễn Đông Nga.
Ấu trùng ăn Lonicera species. Chúng có thể ăn lá nơi chúng làm tổ.